# Commaladera rufocostata
Commaladera rufocostata är en skalbaggsart som beskrevs av Moser 1911. Commaladera rufocostata ingår i släktet Commaladera och familjen Melolonthidae. Inga underarter finns listade i Catalogue of Life.